# Don Francisco
Don Francisco (Louisville (Kentucky), 28 april 1946) is een Amerikaanse gospelzanger en songwriter. Hij won in 1980 twee Dove Awards, een voor lied van het jaar (voor He's Alive) en een voor songwriter van het jaar.

## Levensloop
Francisco werd geboren in Kentucky als zoon van een universitair docent. Zijn muzikale carrière begon bij de band Highway Robbery, die folkrockachtige muziek maakte. Na een bekeringservaring wijzigde Francisco van koers en begon meer christelijk geïnspireerde liederen te maken. Zijn eerste soloalbum verscheen in 1976. Sinds de jaren negentig geeft Francisco zijn platen in eigen beheer uit.
Aan het begin van de jaren tachtig kende Francisco zijn grootste successen. Voor het lied He's alive ontving hij in 1980 een Dove Award. In hetzelfde jaar ontving hij ook een Award voor beste songwriter. In 1980 en 1982 stond hij op het hoofdpodium van de EO-jongerendag. In de decennia daarna bezocht Francisco verschillende keren Nederland. Hij was onder andere te zien op het Flevo Festival. Rond 2013 is Francisco gestopt met het geven van concerten.

## Muziekstijl
Francisco's muziek valt op door zijn onderscheidende stijl. Met behulp van doorgaans akoestische instrumenten vertelt hij vaak Bijbelse verhalen en legt daarin de nadruk op wat in zijn ogen de belangrijkste lessen van het evangelie zijn. Sommige liederen gaan over wat hij zelf omschrijft als "churchianity", waar de praktijken van het kerkelijke leven het werkelijke christendom hebben vervangen.

## Persoonlijk
Francisco is getrouwd met Wendy, die hem begeleidde bij zijn concerten. Hun dochter Annie Brooks is ook muzikant en songwriter.

## Discografie
- 1976 Brother of the Son
- 1977 Forgiven
- 1979 Got to Tell Somebody
- 1981 The Traveler
- 1982 The Live Concert
- 1984 Holiness
- 1985 One Heart at a Time
- 1987 The Power
- 1988 High Praise
- 1989 Live in the UK
- 1991 Vision of the Valley
- 1992 Come Away
- 1994 Genesis and Job
- 1999 Grace on Grace
- 2001 Only Love is Spoken Here
- 2003 The Promises
- 2005 That I May Know You
- 2007 The Sower
- 2009 Let It Ride
- 2012 Carols on Guitar
- 2014 Forever My Friend
- 2017 Acoustic Live Concert (dubbel-cd)

- International Standard Name Identifier: 0000 0000 3973 3085
- Library of Congress Control Number: n92074492
- MusicBrainz: 5a2e43fd-dcc7-48b3-97a4-393ad8250a70
- Virtual International Authority File: 1667365
- WorldCat: E39PBJtRQbWrkfkRCvjFG7RR8C